# Instantanés d'Ambre
Instantanés d'Ambre (琥珀のまたたき, Kohaku no matataki) est un roman de l'écrivaine japonaise Yōko Ogawa, publié en 2015.

## Résumé
Le récit du roman Instantanés d'Ambre entremêle deux périodes, autour de dessins dans les marges.

### Retraite
Dans une maison de retraite, la narratrice, une travailleuse sociale sans doute, s'occupe quelques heures par jour d'un vieux monsieur calme, M. Amber (Ambre), qui revit ses souvenirs d'enfance, du temps où la fratrie se trouvait dans l'enceinte du mur de briques. Depuis plusieurs décennies, il est resté posé là, refusant toute excursion, à l'abri. Elle peut alors enfin accaparer le piano, jouer pour lui, accompagner les chants d'Agate, que module Ambre, de sa voix fluette, chant de l'âne : à chaque fin des morceaux que je joue, j'entends ses applaudissements insonores. Les jours de pluie, elle lui apporte des gâteaux qu'elle lui fait manger à la petite cuillère.
L'œil gauche de M. Amber a des reflets couleur d'ambre. Sa chambre est la plus exiguë de la résidence, elle est minimaliste, et toute blanche, mais cet espace immaculé convient à ses globes oculaires ambrés. Sur l'appui de la fenêtre, il y a trois pierres, toutes simples, alignées, tournées vers l'extérieur. M. Amber raconte une partie de leur histoire. L'essentiel est consigné par les instantanés dessinés dans les marges des encyclopédies de l'enfance, désormais réputées et déposées dans un sous-sol, et dont une sélection est présentée en exposition pour des petits groupes de visiteurs, avec l'artiste qui feuillette chaque tome (8 secondes) de la série (96 secondes).

### Enfance
Les récits distillés racontent les grands événements d'autrefois. D'abord le chien qui a léché la petite dernière, à trois ans, et qui en est morte (ou bien de pneumonie, selon le médecin) est devenu le chien maléfique qui vous a jeté un sort, et qu'il faut désormais absolument éviter. La mère et les trois enfants ont aménagé dans la maison que leur a laissée le père lors de sa rupture, une ancienne maison de bois, bien entourée d'arbres et d'un mur de briques, à ne plus jamais franchir. Les consignes sont claires : ne pas crier, ne pas faire de bruit, ne pas sortir à l'extérieur du mur de briques. La mère travaille pour les curistes de la station thermale, mais elle sort avec une pioche pour se défendre du chien si nécessaire. Pas de téléphone, de télévision, de journal, d'école. Les enfants font chambre commune et lit commun la nuit. Le jour, ils s'instruisent seuls dans le cabinet de lecture, avec les encyclopédies pour enfants laissées par le père. Les livres sont dans le plus grand désordre, transmett[ent] correctement le chaos du monde.
Agate se glisse entre les racines et les branches du mimosa en fleurs, et ses vêtements en sont métamorphosés : les deux autres se débarrassent de ces bestioles, ou plutôt comme des gratterons de petite badiane, enfin ces graines qui ont des poils soyeux et/ou crochus pour voyager plus loin, d'après l'encyclopédie. 
Seul, de nuit, Ambre les assemble, les disperse par-dessus le mur, les observe à travers une fente du portail en bois, et leur imagine un avenir merveilleux. C'est peut-être la conséquence d'avoir écrasé des cigales.
Un jour, la mère amène un âne, pour brouter l'herbe du jardin ensauvagé, pour quelques jours, plutôt qu'une bruyante tondeuse à gazon, puis chaque fois que c'est nécessaire. Il a accompli un véritable miracle, et ils remercient leur seul ami, lapin cheval. Pour se faire pardonner d'avoir voulu monter, agate invente le chant de l'âne. Et Ambre réalise sa première œuvre, un jouet pour Agate, un rameau d'orme, deux ronds de carton collés, avec sur l'un la silhouette de l'âne et sur l'autre sa tête inclinée au sol. En faisant tourner le rameau, l'avers et le revers, on voit l'âne brouter.
Presque une fois par mois, la mère s'habille, se maquille, se parfume (robe de soie, broche, escarpins) et va au théâtre de la ville, enfin sur un banc devant l'affiche. Puis dans la presse de la sortie, elle accepte de signer des autographes.
Les enfants ont aussi des problèmes de santé. Agate attrape la varicelle. Quelques jours de traitement maternel, et il rassemble les croûtes dans une embarcation de papier plié, qu'il confie au ruisseau. Les adieux prouvent au moins que sous le mur existe un passage. Ambre remarque une araignée d'eau sur son œil gauche. La mère constate ses clignements, demande des explications, diagnostique la réapparition de la benjamine (autour d'une cavité, celle de l'absente). Ambre feuillette très vite les pages de l'encyclopédie (des sciences pour les enfants), et, comme un coup de vent dans les rideaux, les filaments se font végétaux, feuilles, fleurs, graines... La concrétion d'ambre entraîne une perte de vision, mais Ambre dessine ce qu'il voit en feuilletant vivement, tourne la page, redessine, et en tournant rapidement les pages, découvre cette magie : la benjamine cueillait du trèfle blanc. Ambre multiplie les expériences, les dessins, dans les marges de l'encyclopédie, et c'est la première exposition d'instantanés, pour un public de trois personnes. Mais ils sont à nouveau cinq.
C'est une boîte. Un coffret solide qui ne rouille pas à la pluie. C'est une boîte mais on ne peut pas l'emporter avec soi. Elle reste immobile en un endroit. En plus, hors de la maison, tournée vers l'extérieur, toute seule. Quelle ténacité. On peut aller chercher ce qu'il y a dedans, des mots écrits sur des carrés de papier. Le  bruit d'un vélo, c'est un peu le battement des ailes d'un oiseau, Ambre voit la benjamine sur le dos de l'oiseau si petit. Plus besoin pour Agate d'y déposer les carapaces d'insectes morts.
Au fil des mois et des années, dans ce monde enchanté, les marges des tomes des encyclopédies se remplissent des dessins du jeune Ambre, toujours aussi concentré sur ses visions, s'enrichissant de leur vécu, de leur imaginaire. Opale danse, Agate chantonne, Ambre dessine...
Quand bien plus tard on finit par découvrir cette minuscule créature immature et frissonnante, qui parlait comme une fée, finissent (pour tous les reclus) ensemble la bénédiction et la malédiction de cette vie dans les marges, peut-être.

## Personnages
Les trois personnages principaux reçoivent au déménagement leur nouveau prénom, en feuilletant l'encyclopédie des sciences pour enfants, et sont sommés d'oublier celui d'avant :
- Opale, l'aînée, onze ans, au début de leur nouvelle vie ;
- Ambre, le second, huit ans ;
- Agate, le troisième, cinq ans ;
- la benjamine, morte, reste anonyme et âgée de trois ans.

Les parents se réduisent à la mère, le plus souvent absente (au travail). Le père a disparu, laissant une maison en bois dans un quartier peu fréquenté, permettant une forme différente d'hikikomori, de réclusion familiale, protection-relégation.
Joe est un marchand ambulant, qui connaît le portail d'entrée par derrière, obstrué par un tas de feuilles. Il fréquente les enfants en l'absence de la mère, sans doute un après-midi par semaine.
Une femme employée au relevé des compteurs d'eau du quartier découvre Ambre dans un fourré.
La femme qui accompagne M. Amber quelques heures à la résidence pour personnes âgées est sans doute une autre pensionnaire, d'âge équivalent.

## Accueil
Le lectorat francophone est très favorable : Surprenant et envoûtant, comme toujours, une allégorie, la métaphore d'une tragédie, un livre pour dire la capacité des enfants à échapper à l'enfer, le monde extérieur est selon elle habité par un « chien maléfique ».